# رود چارکی
رود چارکی (به لاتین: Charky) یک رود در روسیه است که در یاقوتستان واقع شده‌است.